# 克涅维昌卡河
克涅维昌卡河（俄语：Река Кневичанка），前称塘沟子（俄语：Река Тангауза），是滨海边疆区阿尔乔姆市区的河流，源起波波夫卡山，长33公里，流域面积476平方公里，注入蚂蚁湾，是城市的主要水道。1972年更为现名。

## 引用
1. ↑  С. Д. Шабалина. . 1966: 487 （俄语）.
2. ↑  . 自然资源部 Verumwiki.   [2023-12-09]. （原始内容存档于2023-12-09） （俄语）.
3. ↑  . www.artemokrug.ru.   [2019-04-13]. （原始内容存档于2019-04-16） （俄语）.
4. ↑   (PDF). www.vladcity.com. （原始内容 (PDF)存档于2011-07-17）.